# Chieko Nakakita
Chieko Nakakita (中北千枝子 Nakakita Chieko?, Taitō, Tokio, 21 de mayo de 1926 – Taitō, 13 de septiembre de 2005) fue una actriz japonesa. Apareció en las primeras películas de Akira Kurosawa y luego protagonizó muchas películas de Mikio Naruse.

## Biografía
Después de graduarse de la Escuela de Cine de Tokio (東京映画学校), Chieko Nakakita ingresó a los estudios de cine Tōhō y debutó en Nichijō no tatakai (1944) de Yasujirō Shimazu. Su primera película con Kurosawa fue Los que construyen el porvenir (1946), que codirigió pero luego repudió. Las películas posteriores con Kurosawa incluyen Un domingo maravilloso (1947), El ángel ebrio (1948) y Duelo silencioso (1949). Durante la huelga de 1948 en Tōhō, Nakakita, al igual que las actrices Yoshiko Kuga y Setsuko Wakayama, se puso del lado de los sindicalistas.
Su primera película con Naruse fue La bestia blanca (1950), seguida de papeles secundarios habituales en las películas más importantes del director, como El almuerzo (1951), El relámpago (1952), por la que recibió un premio Blue Ribbon y un premio Mainichi, Nubes flotantes (1955) y A la deriva (1956). Otros directores con los que trabajó Nakakita incluyen a Yasujirō Ozu, Shirō Toyoda y Masaki Kobayashi. Después de 1970, se dedicó por completo al trabajo en televisión, a excepción de su última película, Otoko wa tsurai yo: Tabi to onna to Torajirô, de 1983.
Nakakita estaba casada con el productor de cine de Tōhō, Tomoyuki Tanaka. Murió en su casa de Tokio en 2005, a la edad de 79 años.

## Filmografía seleccionada
| Año  | Título                                          | Papel             | Director(es)                                    | Nota(s) |
| ---- | ----------------------------------------------- | ----------------- | ----------------------------------------------- | ------- |
| 1944 | Nichijō no tatakai                              | Fukiko            | Yasujirō Shimazu                                |         |
| 1946 | Los que construyen el porvenir                  | Yoshiko           | Akira Kurosawa, Hideo Sekigawa, Kajirō Yamamoto |         |
| 1946 | No añoro mi juventud                            |                   | Akira Kurosawa                                  |         |
| 1947 | Un domingo maravilloso                          | Masako            | Akira Kurosawa                                  |         |
| 1948 | El ángel ebrio                                  | Enfermera Miyo    | Akira Kurosawa                                  |         |
| 1949 | Duelo silencioso                                | Takiko Nakada     | Akira Kurosawa                                  |         |
| 1950 | Informe sobre la conducta del profesor Ishinaka | Katsuko           | Mikio Naruse                                    |         |
| 1950 | La bestia blanca                                | Ono Yoko          | Mikio Naruse                                    |         |
| 1951 | El almuerzo                                     | Keiko Yamakita    | Mikio Naruse                                    |         |
| 1952 | Madre                                           | Noriko            | Mikio Naruse                                    |         |
| 1952 | El relámpago                                    | Ritsu             | Mikio Naruse                                    |         |
| 1953 | Marido y mujer                                  | Sra. Akamatsu     | Mikio Naruse                                    |         |
| 1953 | Esposa                                          | Eiko Matsuyama    | Mikio Naruse                                    |         |
| 1954 | Kono hiroi sora no dokoka ni                    | Natsuko           | Masaki Kobayashi                                |         |
| 1955 | Nubes flotantes                                 | Kuniko Tomioka    | Mikio Naruse                                    |         |
| 1955 | Mugibue                                         |                   | Shirō Toyoda                                    |         |
| 1956 | Chaparrón                                       | Toki Kurobayashi  | Mikio Naruse                                    |         |
| 1956 | A la deriva                                     | Yoneko            | Mikio Naruse                                    |         |
| 1956 | Secreto de esposa                               | Kaoru             | Mikio Naruse                                    |         |
| 1956 | Primavera precoz                                | Sakae Tominaga    | Yasujirō Ozu                                    |         |
| 1958 | Anzukko                                         | Sumiko Urushiyama | Mikio Naruse                                    |         |
| 1960 | Cuando una mujer sube la escalera               | Tomoko            | Mikio Naruse                                    |         |
| 1961 | Ôsaka-jô monogatari                             | Kyoku             | Hiroshi Inagaki                                 |         |
| 1961 | Esposa y mujer                                  | Toshiko Furuya    | Mikio Naruse                                    |         |
| 1961 | La noche de las mujeres                         | Yoshi Takagi      | Kinuyo Tanaka                                   |         |
| 1964 | Tormento                                        | Mrs. Kaga         | Mikio Naruse                                    |         |
| 1966 | El extraño dentro de la mujer                   | Chiyoko           | Mikio Naruse                                    |         |
| 1983 | Otoko wa tsurai yo: Tabi to onna to Torajirô    | Hisako            | Yōji Yamada                                     |         |